# 샤프 펜슬

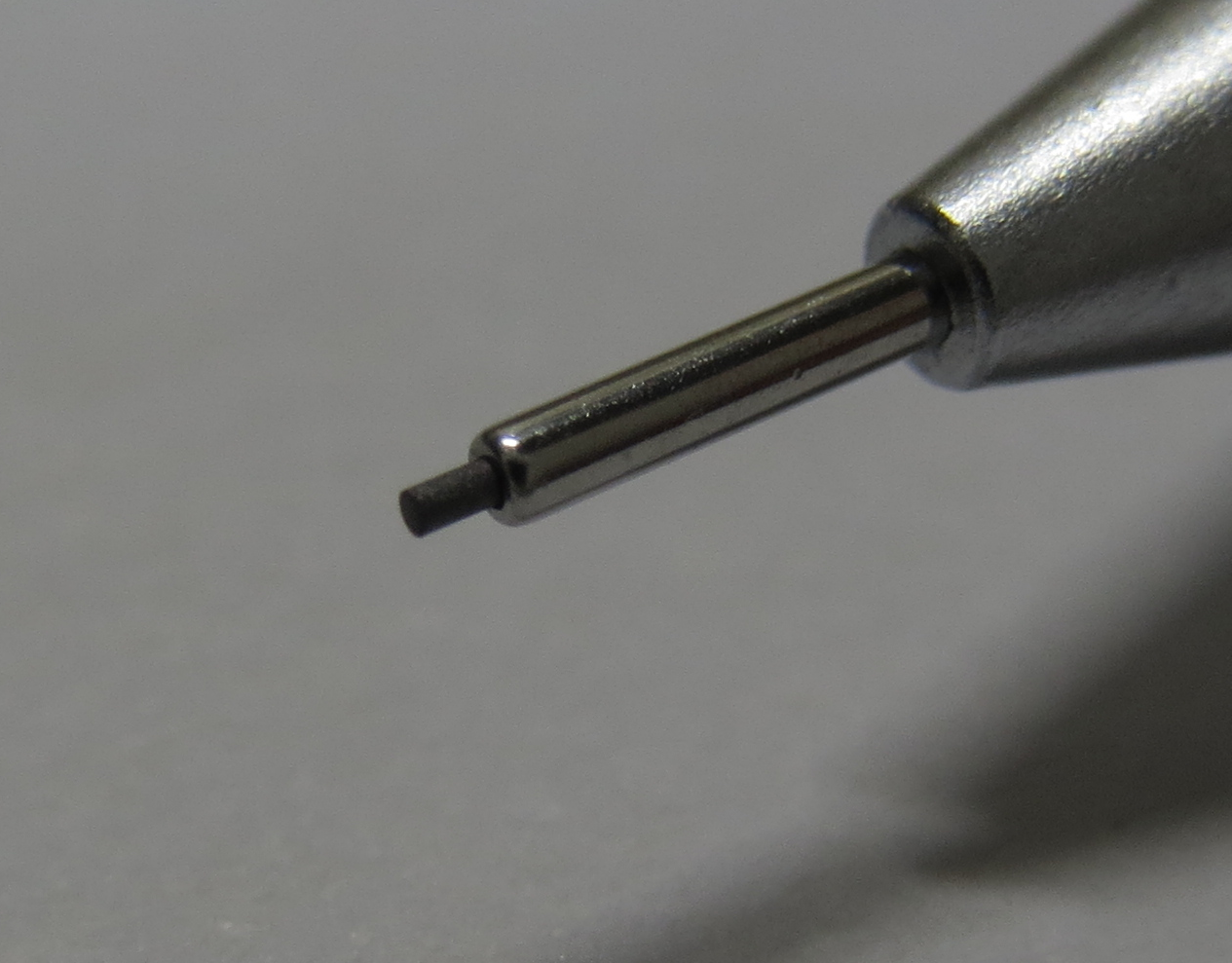
샤프 펜슬 슬리브 끝 (노크를 한 모습)

샤프 펜슬의 구조

샤프 펜슬(일본어: シャープペンシル 문화어: 수지 연필), 약칭으로 샤프(일본어: シャープ, シャーペン, シャープペン), 또는 메카니컬 펜슬(영어: mechanical pencil, propelling pencil, clutch pencil, reedpencil)은 샤프심을 끝으로 밀어내는 기계식 필기구이다. 연필과 비슷한 흑연을 주재료로 사용한 심을 사용하지만, 몸통 부분과 심이 분리되며 더욱 얇은 심이 이용되고, 내부에 심 보충과 비축이 가능하며, 연필의 대체품으로 널리 사용된다. 구조상 샤프 펜슬은 단독으로 심이 몰려 있고, 연필 심지 끝이 극단적으로 굵거나 무디게 되거나 연필깎기를 사용할 필요가 없다. 연필에 가까운 (또는 더 두꺼운) 코어 직경을 가지는 것은 연필깎이도 사용할 수 있다. 각각의 샤프 펜슬에는 정해진 샤프심의 굵기가 정해져 있으며 동양에서는 주로 얇은 0.5mm 이하가, 서양에서는 굵은 0.7mm 이상이 많이 쓰인다. 또한 베어서 만들거나 깎아서 버리는 나무가 없기 때문에, 연필보다 환경 친화적이며, 샤프 펜슬은 깎을 필요가 없어 오래 쓰기에도 비교적 편리하다.
"샤프"의 어원은 1837년 경에 미국에서 출시된 세계 최초의 실용 샤프 펜슬의 상표 '에버샤프(Eversharp)'라고 알려져 있다. 미국에서는 에버샤프가 판매되면서 일본의 샤프 펜슬이라는 호칭이 일반화되기 전부터 '에버샤프 펜슬 (Eversharp Pencil)'라는 호칭이 있었다. 메이지 시대에 일본에 샤프가 들어오며 '쿠리다시 연필 (일본어: 繰り出し鉛筆)'이라고 불렸던 것이 다이쇼 시대에 '에버 레디 샤프 펜슬 (일본어: エバー・レディ・シャープ・ペンシル)'이라는 상표의 제품이 출시된 이후, 샤프라는 호칭이 일반화되었다. "에버 레디 샤프 펜슬'은 전자기업인 샤프 사명의 어원이다. (자세한 내용은 역사 절 참조.)
샤프는 일본어식 영어이다. 미국에서 mechanical pencil, 영국에서는 jituk pencil이며 또한 pencil을 "흑연 덩어리를 사용 필기구의 총칭"고 일괄하고 샤프 펜슬을 pencil의 하나라고 할 수도 있다. 또는 clutch pencil이라고도 한다. 또한 영어로 sharp pencil이라고 하면 뾰족한 연필을 의미한다.

## 역사

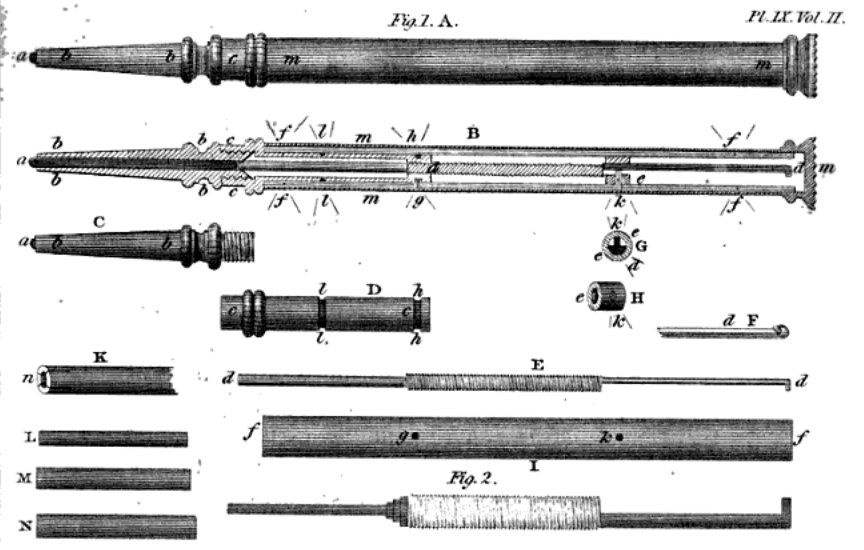
샘프슨 모던의 자동 연필 특허 (1822)

콘라트 게스너가 1565년에 홀더펜슬을 만들었지만, 이 홀더펜슬은 자동 연필이 만들어지기 전까지는 손으로 심을 뽑아내면서 써야했다.
현존하는 가장 오래된 샤프 펜슬은 1791년에 가라앉은 HMSPandora의 잔해에서 발견되었다.
1822년 영국의 샘프슨 모던과 존 아이작 호킨스은 재사용이 가능한 연필에 대한 첫 번째 특허를 냈다. 모던은 호킨스의 특허권을 사들인 뒤, 1823년부터 1837년까지 가브리엘 리들과 동업 관계를 맺었다. 초기의 모던 연필은 상표가 붙은 SMGR이다. 1837년 이후, 모던은 리들과의 파트너십을 끝내고 "S"라는 연필을 계속해서 생산했다. 그의 회사는 공장이 폭격을 당했던 제2차 세계 대전 전까지 연필 등, 다양한 종류의 제품을 계속 만들었다.
샤프 펜슬의 개량과 관련된 160개 이상의 특허가 1822년과 1874년 사이에 등록되었다. 스프링이 달린 최초의 샤프 펜슬은 1877년 특허를 얻었고, 두 가닥의 연필 메커니즘은 1895년에 개발되었다. 0.9mm 샤프선은 1938년에 도입되었고 나중에 0.3mm, 0.5mm, 0.7mm 심경으로 이어졌다. 결국 1.3mm과 1.4mm메커니즘을 이용할 수 있게 되었고, 현재 0.4mm와 0.2mm버전이 생산된다.
1915년에 일본 하야카와 전기 공업의 창업자 하야카와 도쿠지가 만든 자동 연필이 대중에게 널리 쓰이게 되었다. 그는 0.5mm의 샤프를 세계 최초로 발명하여 큰 인기를 얻었다. 그것은 "Ever-ready 샤프 펜슬"로 소개되었다. 연필의 긴 수명에 중요한 금속 자루가 사용자에게 생소하기 때문에 성공은 즉각적으로 이루어지지 않았다. "Ever-ready 샤프 펜슬"은 도쿄와 오사카의 한 회사가 대량 주문을 한 후 엄청난 판매를 시작했다. 후에 회사 이름도 이를 따라 ‘샤프’로 바꾸었다. 그 뒤로 일본과 대한민국에서 ‘샤프’라는 말이 일반명사가 되었다.
미국에서는 거의 같은 시간대에 찰스 루드 키런이 자동 연필을 만들었다. 이는 에버샤프라는 상표명으로 팔렸다.
대표적인 제조 업체들은 일본의 펜텔, 톰보, 미쓰비시 연필, 제브라, 독일의 파버카스텔, 라미, 로트링, 스테들러, 프랑스의 Bic, 미국의 페이퍼메이트, 스위스의 까렌다쉬, 영국의 파커 등이 있다.

## 구조, 부속
아래는 샤프의 구조와 부속을 늘어놓은 것이다(단, 메커니즘 제외).

### 슬리브
슬리브(sleeve) 또는 촉, 가이드파이프(guide pipe)는 샤프 펜슬에서 샤프심이 노출되기 직전까지 샤프심을 감싸고 있는 것이다. 만약 슬리브가 약하거나 지름이 정밀하게 제조되지 못해 샤프심과 틈이 생길 경우 유격이 발생한다. 선단이 플라스틱이더라도 슬리브만은 대부분 금속이다. 예외로는 라미 사파리 샤프 펜슬이 잘 알려져 있다. 스테들러의 보급형 샤프인 그라파이트 시리즈도 플라스틱 슬리브다. 드물게 펜텔의 캐플릿처럼 고정된 플라스틱으로 샤프심을 감싸 슬리브가 없는 것처럼 보이기도 한다.

### 선단
선단 또는 팁(Tip)은 샤프에서 슬리브가 달려있는 그립 아래 부분이다. 선단이 너무 짧거나 무를 경우 유격이 발생한다. 대부분은 금속 재질이나, 라미 사파리 같은 예외도 있다. 선단의 재질이 플라스틱이면 대개 내구력이 떨어지므로 필압이 세다면 일반적으로 잘 사용하지 않는다. 제브라의 Tect2way의 경우는 저렴한 플라스틱 샤프는 아니나 선단부의 무게가 무겁기 때문에 선단의 내구도가 낮아 떨어뜨리면 쉽게 부서진다. 선단의 앞에는 슬리브가 있고, 선단 내부에는 보유척이 있다.

### 보유척
보유척(rubber lead retainer) 또는 리테이너는 선단 내부에서 샤프심이 흘러내리는 것을 잡아주는 고무링 혹은 실리콘 링이다. 보유척이 없으면 샤프심이 노크 시 일정하게 나오지 않고 한 번에 다 빠져버리게 된다. 보유척이 불량일 경우 유격이 발생하거나 샤프 펜슬의 샤프심 배출량이 너무 많아진다.

### 그립
그립(grip)은 샤프 펜슬을 잡을 때, 손으로 잡는 부분으로, 내부에 클러치와 스프링이 들어있다. 재질은 플라스틱, 고무, 금속, 나무 등으로 다양하다. 그립이 금속일 경우 로렛(널링) 가공이 아닐 때 미끄러울 수 있으므로 유의해야 한다. 듀얼 그립은 그립에 2가지 이상의 다른 재질을 쓴 것을 말하며, 듀얼 그립을 채용한 샤프 펜슬로는 그래프 1000이나 스매쉬, 그래프기어 1000 등이 잘 알려져있다.

### 배럴
배럴(barrel) 또는 바디(body)는 샤프 펜슬의 그립과 노브 사이의 몸통 부분이다. 바디 안에는 심보관통이 들어간다. 재질은 플라스틱, 고무, 금속, 나무 등으로 다양하다. PG*시리즈나 P20*시리즈 등의 경우에는 배럴이 그립과 하나로 되어 있지만, 925 15와 같이 그립부가 나눠지는 샤프 펜슬이 있다.

### 노브
노브(knob)는 노크시 직접 노크하는 부분이나 샤프 펜슬 상단의 뚜껑이다. 원래는 돌리는 손잡이라는 뜻으로, 회전 투입식의 돌리는 부분을 뜻하나, 현재 후단 노크식의 샤프에서 노크할 때 누르는 부분을 의미하고, 오히려 이 뜻으로 더 많이 쓰인다. 그래서 현재 샤프의 노브라고 하면 보통 아래에 서술된 캡과 버튼의 뜻을 모두 가지고 있다.

#### 캡
캡(cap)은 샤프 펜슬의 뚜껑 부분이다. 지우개를 쓰거나 샤프심 넣는 구멍을 막기 위해 있다. 보통 플라스틱제 노브에는 구멍이 뚫려 있다. 삼켰을 때 질식사하지 않고 그 밖에 지우개의 부패 등을 막기 위해서이기도 하다. 단점은 지우개가 없을 시 샤프를 뒤집으면 샤프심이 샌다. 그래서인지 구멍을 캡의 정중앙이 아닌 바깥쪽에 뚫어 샤프심을 나오지 못하게 한 제품도 종종 보인다.

#### 버튼
버튼(push button)은 샤프를 노크할 때 누르는 부품이다. 캡과 노브가 혼동되며 새롭게 생긴 용어이다. 주로 쓰이는 후단 노크식에서는 버튼과 캡은 같은 부품이다. 하지만 측면 노크식의 경우 버튼과 캡은 다른 부품이며, 단일 셰이크 노크 등의 방식을 가진 샤프에는 버튼이 없다.

### 바코드
바코드(barcode)는 샤프 펜슬의 종류와 진품여부 및 희소성 등을 알아보는 데에 쓰이는 일반적으로 선형인 바코드를 말한다. 구하기 힘든 희귀한 샤프나 단종된 샤프에서는 바코드가 아주 중요하다. 하지만 보통 사용시에 불편하므로 제거하고 쓰는 사람들도 있다. 필기구 애호가들도 바코드 제거에 대해서는 의견이 갈리는 편이다.

### 심경도계
심경도계(hardness degree indicator)는 샤프심의 심경도를 표시하는 장치이다. 제도할 때, 같은 종류의 샤프 펜슬에 다른 심경도의 샤프심 여러 개를 써야 할 때가 있기 때문에 제도용 샤프 펜슬에서 많이 찾아 볼 수 있다. 샤프에 따라서 달리는 부분이 다르다. 바리오처럼 선단에 달리거나, 펜텔의 그래프 1000처럼 노브에 있기도 하며, 스테들러의 925 25나 펜텔의 스매쉬와 같이 그립부 위, 또는 바른손의 제니스처럼 몸통의 제일 윗부분에도 달린다. 심경도계는 PG5의 경우에는 달려있지만, P20*은 붙어있지 않으며, 팬시 샤프에도 대부분 붙어있지 않다. 심경도계가 있는 샤프 펜슬은 로트링 500, 로트링 600, 드라픽스 300, S20, 스테들러 925 25 등이 있다.

### 지우개
지우개(eraser)는 샤프에 달린 지우개이다. 일부 샤프를 제외한 대부분의 샤프에는 지우개가 달린다. 지우개의 안쪽에 닙을 뚫을 수 있도록 클리너핀이 박혀있기도 하다. 제조사에 따라 지우개의 강도가 적당하지 않거나 지우는 능력이 부족하기도 하다. 해외 메이커는 보통 교체 지우개가 있다. 다만 대한민국에서는 구하기 어렵다. 일부 샤프는 지우개가 없으면 샤프가 눌리지 않는 경우도 있으며, 샤프들 중 지우개가 노브 위에 달린 경우에는 제거할 시 노크할 때 느낌이 좋지 않다는 문제가 있으므로 제거하지 않는 것이 좋다. 보통 샤프에 달린 지우개는 필기구 애호가이던 일반인이던 간에 쓰는 것을 꺼린다. 샤프의 일부분이라고 생각하기 때문에 지우개가 훼손되는 것은 샤프 펜슬을 망가뜨리는 것과 같다고 여기기 때문에 그렇다. 그러므로 바코드와 마찬가지로 빼거나 쓰는 것을 피해야 한다. 보통 샤프를 쓰는 사람들은 바코드보다 지우개가 못 쓰게 되는 것을 더 꺼려한다.

### 클리너핀
클리너핀(clear pin)은 청소용의 얇은 핀으로 주로 10000원 이상 가격을 가진 샤프의 지우개나 캡에 붙은 얇은 철사이다. 샤프에 낀 샤프심을 빼낼 때 쓰이며, 요즘은 클리너핀을 장착한 샤프가 줄어들고 있다. 얇은 철사나 스테이플러로 만들어 대용할 수 있다.

### 클립
클립(clip)은 샤프를 옷, 주머니, 책 등에 끼워서 다니기 위한 고정 장치이다. 대부분 다 달리지만 예외로 유니의 쿠루토가 러버그립이 있다. 클립이 있을 자리에 쿠루토가의 상징 마크가 있는 자그마한 원형 장식이 달렸다. 책상 위에서 샤프 펜슬이 굴러가는 것을 막아주는 기능만을 가진다. 쿠루토가가 아니면 샤프는 편마모 현상을 막기위해 주기적으로 돌려주어야 하는데 클립이 걸리적거리기도 한다. 그래서 클립을 빼기도 하는데 무게중심이 낮아지는 장점도 있지만 클립을 빼면 디자인이 나빠지거나 부자연스러워진다. 무거운 샤프에서는 무용지물일 수 있고 사용이 불가능한 그냥 장식일 때도 있다. 내구도나 성능은 플라스틱보단 금속이 낫다.

## 메커니즘
샤프에서 심을 배출하도록 하는 기계 장치 전체를 이르는 말이다. 샤프에서 가장 중요한 부분이며 샤프에 이것이 없다면 샤프는 그저 막대기에 불과하다. 하지만 클러치가 샤프의 기능을 하려면 작동하려면 반드시 촉과 노브가 필요하기에 메커니즘만 있다고 해서 샤프의 역할을 수행하지는 못한다. 이 메커니즘과 보유척에 따라 노크시 심 배출량이 결정된다. 메커니즘의 위치는 샤프마다 다르지만 보통 선단, 그립, 배럴 부분에 위치한다. 보유척도 따지고 보자면 메커니즘에 속하지만, 직접 운동하는 부위가 아니며, 메커니즘의 다른 부품들과도 연결되어 있지 않기 때문에 보통 메커니즘을 이야기 할 때 보유척은 포함하지 않는다. 아래 부품은 메커니즘 부품을 나열한 것이다.

### 클러치(척)[clutch, chuck, Dispenser]
메커니즘 맨 앞에 있으며 샤프심이 일정 길이만큼 배출하고 잡아주는 역할을 한다. 만약 꽉 잡아주지 않으면 유격이 생긴다.

### 스프링[spring]
메커니즘에서 클러치가 운동하게 만드는 기계 요소이다.

### 심보관통[Lead storage chamber]
메커니즘 맨 뒷부분에 위치한 긴 통으로, 샤프심을 보관하고 메커니즘 앞부분으로 보내주는 역할을 한다.

### 기타
메커니즘에는 특별한 시스템이 적용되기도 한다. 예를 들어, 제브라의 델가드시스템이나, 미쓰비시 연필의 쿠루토가엔진이 있다.

## 기능, 가공

### 로렛 가공(널링 가공, 에뉼러 링 가공)[knurling, ennular ring]
로렛은 일본어이다. 그러므로 'ローレット加工'로 표기한다. 작은 마름모꼴을 매우 조밀하게 박아넣는 널링(Knurling)과 얇은 가로줄을 매우 조밀하게 새겨넣는 애뉼러 링(Anular Ring)으로 나뉜다. 금속은 로렛가공을 하지 않으면 매우 미끄럽다. 보통 그립부에만 로렛가공을 하지만 드물게 몸통 전체에 로렛가공을 하기도 한다. 단점으로 때가 잘 끼고 제거하기도 힘들다. 로트링 샤프가 널링 가공으로 유명하다. 애뉼러 링 가공을 한 샤프는 펜텔 그래프 펜슬 시리즈가 있다.

### 레귤레이터[Regulator]
샤프심 배출량(샤프심이 나오는 길이)을 조절하는 기능. 스테들러의 925 95•85, 톰보의 배리어블, 오토의 슈퍼 프로메카등이 이 기능을 가지고 있다. 이 기능이 있는 샤프들은 노크할 때 쇳소리가 나는 게 단점이다.

### 선단/슬리브 수납 기능
선단이나 슬리브를 안으로 집어넣는 기능이다.. 슬리브가 다른 물체를 찌르거나 충격을 받았을 때의 파손을 막는다. 하지만 필기 중에 떨어뜨리면 이 기능은 효과가 없으며, 필연적으로 약간의 유격을 가지게 된다. 가격이 저렴한 샤프들에게서도 종종 볼 수 있는데, 수능샤프였던 유미상사 미래샤프가 그 예이다. 또한 메카니카, 그래프기어 1000, 유니 쉬프트, 오토 프로메카, 로트링 800 등이 이 기능을 가진다.

### 오토매틱[automatic]
샤프심 자동 배출기능. 모든 샤프심이 다 쓰일 때까지 노크가 불필요한 풀오토매틱, 샤프심 하나를 다 쓰면 노크해줘야 하는 세미오토매틱으로 나뉜다. 파이롯트의 오토매틱과 오토맥, 파버카스텔의 폴리매틱, 펜텔의 오렌즈네로 등이 이 기능을 가지고 있다. 단점으로 잘 망가진다. 풀오토매틱이 세미오토매틱보다 훨씬 복잡하다. 사실 오토매틱을 탑재한 샤프는 많지만 별로 국내에 인지도가 있지는 않다.

### 제로신(제로심)
구조상 샤프심 길이(60~70 mm)의 1/4은 버리게 될 확률이 높다. 클러치에 고정되지 않는 부분은 빠져버리기 때문이다. 제로신 기능은 샤프심을 끝까지 남김없이 쓸 수 있게 하는 기능으로, 만들기 크게 까다롭지는 않기에 필기구 제조사의 사소한 배려라고 보면 된다. 웬만한 5000원 이상의 샤프가 이상하게 특출나다 싶은 기능이 없다면 이 기능이 들어가 있을 확률이 높다. 제브라 타프리 샤프와 수능샤프였던 유미 상사의 샤프가 이 기능을 가지고 있다.

### 쿠션 기능
일정정도 이상의 필압을 가하면 샤프심이 안으로 들어갔다가 필압이 감소하면 다시 나오는 기능이다. 샤프심이 부러지는 것을 방지하기 위한 것이다. 제브라에서 나온 델가드가 이 기능이 있다. 그 외에도 제도용을 제외한 괜찮은 성능의 필기용샤프가 이 기능을 가지고 있다.

## 개념

### 유격
샤프심이 흔들리거나 샤프 뚜껑이 흔들리는 정도로 보통 샤프심이 흔들리는 정도를 의미한다. 보통 1000원 미만 저가 플라스틱제 샤프에서 찾아볼 수 있으며, 일반적으로 샤프에 유격이 있으면 필기구 애호가들은 사실상 그 샤프를 취급하지 않는다. 그러나 특수기능을 위해 유격이 어쩔 수 없이 조금 생기게 되는 쿠루토가 같은 경우도 있다. 이 제품은 유격이 없으면 기능이 작동되지 않는다.

### 필압
필기할 때 샤프를 힘주어 누르는 정도를 말한다. 이것도 샤프를 선택할 때의 기준이 될 수 있는데, 예를 들면 쿠루토가는 필압이 약하면 작동을 잘 안 한다. 또 로렛가공 샤프는 필압이 너무 강한 사람이 장기간 필기를 할 때 손에 자국이 남기 때문에 추천하지 않는다. 또한 필압이 강한 사람이 0.3, 0.4 샤프심을 사용 한다면 부러지는 경우가 많다.그런 사람들은 2.0 샤프심이 좋다.

### 편마모 현상
샤프는 연필에 비해 심이 가늘기 때문에 가는 선을 비교적 유지하기 쉽다. 그렇지만 연필과 같게 흑연심을 사용하므로 샤프도 한 방향으로 오래 쓰면, 심이 닳으면서 점점 글자가 굵어지거나 날카로워진 심이 종이를 찢게 되는 '편마모 현상'이 나타나게 된다. 이 현상은 심이 굵을 수록 나타나기 쉽고 이를 방지하기 위해서 샤프를 주기적으로 돌려줘야 하는 불편함이 있다. 축을 회전시켜서 편마모를 해소하는 제품도 있다.

## 메커니즘 방식
샤프심을 배출하는 메커니즘 방식은 다음과 같이 분류된다.

### 노크식[pushbutton auto-advance]
노크식은 특정 부분을 눌러 심을 내보내는 방식으로, 누르는 부분에 따라 아래와 같이 세분할 수 있다.

#### 후단 노크식(노브 노크식, 끝 누름식)[pushbutton auto-advance(endbutton auto-advance)]
후단 노크식은 샤프 펜슬의 끝(노브, 뚜껑) 부분을 눌러 심을 배출하는 방식으로, 오늘날 대부분의 샤프 펜슬에 사용되고 있는 가장 대중적인 방식이다. 이 샤프 펜슬의 끝에 있는 것이 일반적이기 때문에 특별한 언급이 없다면 푸쉬버튼(pushbutton)과 엔드버튼(endbutton), 노브(knob)를 같은 개념으로 이해하면 된다. 그래프 1000, 스매쉬, 라미 사파리, 제브라 에스피나, 펜텔 스털링, 로트링 샤프 등이 있다.

#### 측면 노크식(사이드 노크식)[side-button auto-advance]
측면 노크식은 샤프 펜슬 측면의 사이드버튼을 눌러 심을 배출하는 방식이다. 노크를 위한 매커니즘의 추가나 변경은 필요하지만, 푸쉬버튼이 어디에 있어도 샤프 펜슬 메커니즘의 근본적 성격이 바뀌는 것은 아니다. 사이드버튼은 보통 그립부에 있는 것이 일반적이며, 엔드버튼을 함께 채용하는 경우도 있다.

#### 선단 노크식[pushsleeve auto-advance]
선단 노크식은 필기자세에서 그대로 지면에 대고 촉을 누르면 노크가 가능하다. 오토매틱 기능에 쿠션기능을 추가함으로써 슬리브를 통한 자동노크기능을 강제적(수동)으로 이끌어낼 수 있게 되었다. 수동에서 발전한 자동기능이 더 발전하여 다시 수동기능으로 나온 것이다.

#### FF 매틱 노크식["FF-matic" function]
FF 매틱 노크식(pushbutton auto-advance at the nose piece as well as at the tail으로도 부름.)은 팁과 그립의 중간부위에 핑거-노크링(finger-knock ring)을 설치하여 샤프를 쥔 상태에서도 손가락 끝만으로도 노크할 수 있도록 한 것이다. 미쓰비시 연필의 고유한 기능으로 오직 Hi-uni 3051FF와 5050 단 두 개의 제품만이 이 방식을 취하고 있다. 엔드버튼 역시 함께 채용하고 있기 때문에 일반적인 노크방법으로 사용하는 것도 물론 가능하다. 핑거-노크링을 잡아당기면 보유척이 함께 뒤로 밀렸다가, 용수철 장치에 의한 반동으로 제자리로 돌아갈 때 척이 열리고 보유척에 물려있던 심이 배출되는 원리이다.

#### 굴절식[barrel-bending auto-advance (=body knock)]
몸통중앙을 꺾어서 노크하는 방식이다. 원리는 몸통의 중간에 있는 내부뚜껑이 콘헤드 형태인 것이 핵심이다. 사진을 보면 원리는 어렵지 않게 이해할 수 있다. KOKUYO MISTRAL 시리즈가 대표적이며 로트링 900, Tombow OLNO 등의 제품에서도 이 방식을 택하고 있다. 한편, OHTO에서 SP-1000B 제품을 바디노크 제품이라고 판매하고 있는데, 이는 본 항목에서 설명하는 바디노크와는 성격이 다르다. OHTO의 제품은 굴절식이 아닌, 푸쉬버튼을 극단적으로 길게 늘여놓은 것과 다를 바 없는 형태로 봐야 할 것이다.

#### 슬라이드 노크식[slide-button auto-advance]
슬라이드 노크식은 버튼만을 본다면 측면 노크식과 유사하다고 볼 수 있다. 하지만 버튼을 누른다는 개념이 아닌, 내린다는 개념으로 생각하면 그 차이를 쉽게 이해할 수 있다. 펜텔의 테크노클릭에서 사용되고 있다. 제브라의 녹티나 톰보의 러너처럼 클립을 사용하는 경우도 이 범주에 포함할 수 있다. (위 세 샤프는 오토매틱기능도 갖고 있다.)

#### 회전 노크식[twist auto-advance]
회전 노크식은 해당 부위를 한번 비틀면 일회 노크가 되어 심이 배출된다. 로트링의 뉴뉴턴이 이러한 회전노크방식이다. 회전(twist)이라는 말이 사용되었다고 회전식(twist advance=rotary type)과 혼동할지도 모르겠는데, 회전노크식은 어디까지나 '비틀어서 노크'하는 것뿐이다. 한 바퀴 돌아가는 방식의 회전은 불가능하다.

### 셰이크 노크식[shaker lead advance ("2020" function)]
내부에 용수철이나 무게추를 삽입하여 샤프전체를 흔들어 심을 배출할 수 있도록 만든 방식이다. 파이롯트가 이 기술의 원조이며, 가장 애용하고 있기도 하다. 파이롯트는 후레후레(2020)라는 명칭을, 제브라는 frisha라는 명칭을 사용한다. 이동 중에 불필요하게 심이 노크되는 문제점이 있는데, 이를 해결하기 위해 흔들이 기능을 on/off 할 수 있도록 만든 제품도 있다. 유니 알파겔(샤카샤카),파이롯 닥터그립 샤프 등이 이 방식을 채용하고 있다.

### 오토매틱식(자동 심 배출식, 자동 노크식)[fully automatic advance (without pushing a button)]
오토매틱식은 심이 닳으면 슬리브가 종이와 닿아 눌렸다 나올 때 자동으로 심이 배출되는 방식이다. 제조사들은 이 방식을 노크할 필요가 없는 오토매틱 기능이라고 말하지만, 불편한 점이 많아 실제 사용에 답답함이 있다. 손톱으로 슬리브를 당기는 편법을 사용하거나, 차라리 그냥 노크해서 쓰는 게 속 편할 수도 있다. 가끔 샤프에 automatic pencil(영국식 혹은 옛말)이라고 적힌 것들도 있는데, 이는 단순히 mechanical pencil과 동의어로 사용된 것으로 오토매틱 기능과는 아무련 관련이 없음에 유의해야 한다.
그동안 제대로 이해하지 못했던 오토매틱식 원리의 핵심은 클러치 부에 있는 베어링과 강한 보유척에 있다. 내부로 들어갔던 촉과 보유척이 원래 위치로 돌아올 때 심을 잡아당기게 되고, 동시에 척을 아래로 잡아당기게 된다. 이때 베어링 설계된 척이 열리게 되고 심은 보유척에 물려 배출되는 것이다. 실제로 오토매틱샤프의 샤프심 끝을 손가락으로 잡아 당겨보면, 그대로 빠지는 것을 확인할 수 있다.

### 회전 투입식(회전식)[twist advance (rotary type)]
이전엔 회전식 샤프가 매우 대중적으로 사용됐지만, 생산비용은 회전식이 더 높은데다, 사용자 편의성이나 내구도 측면은 오히려 떨어져 오늘날에는 노크식 샤프에 밀려 쉽게 찾아보기 힘든 방식이 되었다.

## 같이 보기
- 연필
- 흑연
- 볼펜
- 하야카와 도쿠지
- 만년필
- 필기구
- 지우개
- 펜
- 연필깎이

### 내용주
1. ↑  스매쉬처럼 선단과 그립이 일체형인 샤프도 있다.
2. ↑  클립은 외관상의 만족감을 높이기도 하고 어딘가에 걸어놓을 때 쓰이기도 하지만, 클립 분해가 쉬운 샤프들은 사용할때는 잠시 빼놓기도 한다. 필기시 거슬리는 경우가 많기 때문이다.

### 참조주
1. ↑  “KTV-북한 학생들 사이 '수지연필' 인기 [북한은 지금]”. 2020년 9월 21일에 확인함.
2. ↑  “[우리말 통일사전] 학교생활”. 2020년 9월 21일에 확인함.[깨진 링크(과거 내용 찾기)]
3. ↑  シャープ, シャーペン, デジタル大辞泉, 小学館.
4. ↑  小学生のシャープペン使用実態調査, ゼブラ, 2015年12月21日, 2016年4月9日閲覧.
5. ↑  意匠分類定義カード（F2） 보관됨 2014-04-14 - 웨이백 머신 特許庁
6. 1 2  坂田俊策 (1988년 5월 20일). 《NHKカタカナ英語うそ・ほんと》. 日本放送出版協会. 45쪽. 다음 글자 무시됨: ‘和書’ (도움말)
7. ↑  社史 シャープの歩み
8. ↑  National Geographic Magazine, Vol. 168, No. 4 (October 1985), p. 450 (illustrated p. 451)
9. ↑  “Report to Council of Representatives from Central Office: August 2007-January 2008”. 2008. 2020년 3월 10일에 확인함.
10. ↑  "1915: Hayakawa Mechanical Pencil". Product Story. SHARP Corporate. Retrieved 8 August 2015.